# Brigsby Bear
Brigsby Bear és una pel·lícula de comèdia dramàtica estatunidenca del 2017 dirigida per Dave McCary en el seu debut com a director, escrita per Kevin Costello i Kyle Mooney, i protagonitzada per Mooney, Claire Danes, Mark Hamill, Greg Kinnear, Andy Samberg, Matt Walsh i Michaela Watkins. Explica la història d'un home captiu criat en un búnquer des que era un nadó, on es va obsessionar amb un programa de televisió infantil titulat Brigsby Bear, sent rescatat per les autoritats. Quan s'adona que Brigsby Bear va ser creat pel seu captor a qui anomenava pare, la seva fascinació el porta a acabar ell mateix la història.
La pel·lícula es va inspirar en les experiències de l'escola secundària de McCary, Mooney i Costello fent curtmetratges junts, amb una història derivada de la fascinació de Mooney pels espectacles infantils dels anys vuitanta. La fotografia principal va tenir lloc a Utah durant la pausa de Mooney i McCary de treballar a Saturday Night Live el 2016. La pel·lícula es va estrenar al Festival de Cinema de Sundance el 23 de gener de 2017 i fou estrenada als cinemes per Sony Pictures Classics el 27 de juliol de 2017. En el moment de la seva estrena, Brigsby Bear va rebre ressenyes generalment positives de crítics, que van elogiar el guió, la direcció, el repartiment i el disseny artístic, i també van elogiar el to sentimental de la pel·lícula.

## Argument
James es veu obligat a viure en un búnquer subterrani amb els seus pares Ted i April Mitchum. Tot i que en Ted li diu a James que el món exterior és perillós, James sovint el veu sortint del búnquer amb una màscara de gas. James està fascinat amb un espectacle educatiu infantil titulat Brigsby Bear, centrat en l'ós del títol que ajuda els personatges a escapar dels problemes, perquè és l'únic espectacle que té i se li permet veure. Una nit, s'escapava només per veure que diversos cotxes de policia s'acosten a casa. Mentre la policia fa una batuda al búnquer, James és apartat de Ted i April, que són arrestats.
James és portat a la comissaria i coneix el detectiu Vogel, que li diu a James que en Ted i l'April no són els seus veritables pares i que ha estat mantingut captiu des que era un nadó. Aleshores, Vogel presenta James als seus pares reals, Greg i Louise Pope, i la seva filla adolescent, Aubrey. Amb problemes per adaptar-se a la seva nova vida, James visita una psicòloga anomenada Emily, qui li informa que Brigsby Bear no és real i que va ser fet per Ted, un antic artista i dissenyador, que va desaparèixer amb la seva dona el 1987. L'Emily explica. que la policia va fer un seguiment de Ted des de l'estudi on es va fer l'espectacle després que un transeünt l'hagués vist dies abans. En adonar-se que ningú més continuarà la història, a James se li ocorre la idea de fer una pel·lícula basada en el personatge per tancar la sèrie.
Una nit, l'Aubrey porta en James a una festa. Coneix l'amic de l'Aubrey, Spencer, i més tard comença a parlar de Brigsby Bear amb els seus nous amics. Comença la producció després que Vogel, que simpatitza amb James a través dels seus primers somnis d'actuació, li presta a James alguns accessoris de l'espectacle i Spencer, com a cineasta, accepta fer la pel·lícula amb ell. Spencer també anuncia la pel·lícula penjant episodis de Brigsby Bear a YouTube, on guanya popularitat i una nova audiència. Greg i Louise no aproven les activitats de James perquè temen que això dificulti les seves possibilitats de viure una vida normal.
Mentre filma en un bosc, James utilitza un explosiu que va fer per a una escena que detona, sorprenent a Spencer. El grup és arrestat, però James n'assumeix la culpa. La policia l'allibera, però torna a confiscar els accessoris de Brigsby Bear. En James treu el cotxe dels seus pares una nit per robar els vestits i els accessoris. Primer pren un desviament cap a la seva antiga casa subterrània, ara abandonada i tancada amb cinta groga. James passa a sopar i descobreix a Whitney, una actriu que reconeix de Brigsby Bear. Ella li diu que mai va conèixer les circumstàncies reals darrere de la feina d'actriu secundària, després que Ted li va dir que era per a la televisió pública d'accés públic canadenca. Quan la policia arriba a fora, James li demana a Whitney que torni a fer el seu paper per a la seva pel·lícula i admet que fa temps que està enamorat d'ella.
James és ingressat en una institució mental. Mentrestant, Aubrey mostra als seus pares parts de la pel·lícula, on els dos s'adonen que fer la pel·lícula li va permetre passar temps amb els seus amics. Una nit, James surt de la institució per agafar les seves pertinences, però descobreix que la seva família, juntament amb Spencer i Vogel, construeixen un Ós Brigsby al seu garatge. La família li diu que havien acceptat ajudar-los després de veure com de feliç estava darrere de les escenes.
James acaba la pel·lícula, amb Vogel i Whitney en papers principals, i visita un Ted empresonat, que demana disculpes per haver-lo segrestat. James li explica a Ted sobre la pel·lícula i afirma que tenen problemes per encertar les veus. Ted l'ajuda gravant la veu en off per a Brigsby i altres personatges.
La nit de l'estrena, les entrades estan exhaurides i a James li preocupa que no li agradi a ningú, així que es queda fora del teatre mentre es reprodueix la pel·lícula. Després de concloure, James entra al teatre i rep una gran ovació. Mentre és abraçat per la seva família, James nota un Brigsby de la vida real a l'escenari. La parella assenteixen l'un a l'altre i Brigsby desapareix.

## Repartiment
- Kyle Mooney com a James Pope
- Claire Danes com a Emily
- Mark Hamill com a Ted Mitchum
- Greg Kinnear com el detectiu Vogel
- Andy Samberg com a Eric
- Matt Walsh com a Greg Pope
- Michaela Watkins com a Louise Pope
- Ryan Simpkins com a Aubrey Pope
- Jorge Lendeborg Jr. com a Spencer
- Beck Bennett com a Bander adjunt
- Alexa Demie com a Merideth
- Criminal Chance com a Logan
- Kate Lyn Sheil com a Whitney
  - Kiera Milan Hendricks com a Young Smiles Sisters
- Jane Adams com a April Mitchum
- Tim Heidecker com a entrenador Brad
- Nick Rutherford com a home emocionat

## Producció
Brigsby Bear va ser coescrita per Kyle Mooney i Kevin Costello, i dirigit per Dave McCary en el seu debut com a director. Tots tres van créixer a San Diego, Califòrnia i van assistir a l'escola secundària junts. Mooney i McCary, juntament amb Beck Bennett i Nick Rutherford, més tard van formar el grup de dibuixos Good Neighbor, i tots es van unir al repartiment i a l'equip de Saturday Night Live (SNL) el 2013. Mooney i Costello van escriure la pel·lícula durant un període de dos a tres anys. Gran part del personatge de James prové de la vida personal de Mooney, que considerava obsessiu, de vegades incòmode i sempre nostàlgic. Sempre que Costello i Mooney podien escriure junts, escrivien ràpidament i desordenada, amb el poliment de Costello mentre que Mooney treballava a SNL. Mooney estava fascinat pels programes de televisió infantils dels anys vuitanta, que sentia La combinació de "la sort i el positiu es troben amb l'esgarrifós, estrany i psicodèlic". Tant ell com McCary van destacar "Prayer Bear" com a inspiració principal. Mooney recull cintes VHS de vendes de garatge, que també van alimentar l'estètica de la pel·lícula.
Les seves posicions a SNL els van permetre presentar la seva pel·lícula amb grans noms com Mark Hamill, que interpreta Ted, el vilà principal. A McCary li agradava el personatge de Ted a un depravat Jim Henson, "ensenyant estranyes lliçons sobre el món d'una manera amorosa". Va assenyalar que ell i Costello van créixer en llars cristianes estrictes, que van pintar la manera com representaven el personatge. Esperaven que els espectadors estiguessin intrigats per la naturalesa retro del búnquer, que impregnava d'una sensació de "Splash Mountain de lloguer baix". McCary va ser en gran part responsable del to seriós i de vegades malenconiós de la pel·lícula, que va sentir que servia per al viatge emocional de James a la pel·lícula. Per a McCary, sempre havia esperat dirigir alguna cosa dramàtica, a diferència del seu material més còmic en el passat. Part del viatge de James a la pel·lícula, inclosa la seva por que la gent no gaudeix de la seva pel·lícula, venia d'un lloc genuí per als tres cineastes. A més, en fer la pel·lícula, els tres van descobrir que, de moltes maneres, estaven documentant la seva amistat creant vídeos junts.
La pel·lícula es va rodar a mitjans de 2016 a Utah durant la pausa de Mooney i McCary de SNL a causa de la geografia. La Utah Film Commission va publicar un comunicat de premsa el juny de 2016 va anunciar que s'havien concedit incentius a sis pel·lícules a l'estat, inclosa Brigsby Bear.Van rodar la pel·lícula amb un grup petit i molt unit i els va agradar l'experiència al casal d'estiu. Després de rodar la pel·lícula,  McCary va completar l'edició mentre encara treballava a SNL.

## Llançament

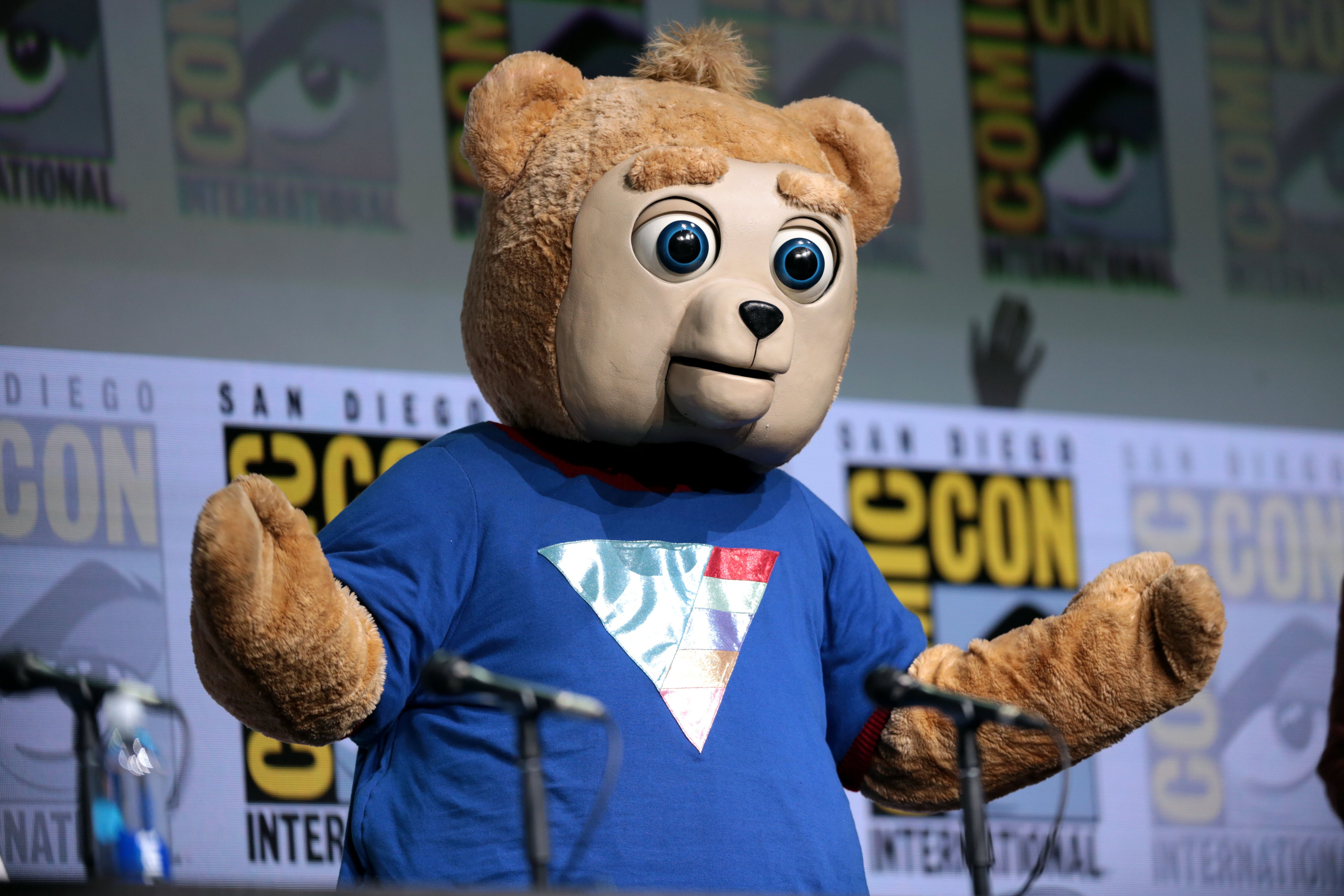
El titular Brigsby Bear a la San Diego Comic-Con de 2017

La pel·lícula es va estrenar al Eccles Theatre al Festival de Cinema de Sundance el 23 de gener de 2017. Poc després, Sony Pictures Classics (SPC) va adquirir els drets de distribució de la pel·lícula per 5 milions de dòlars,que va ser molt superior al pressupost de la pel·lícula, superant els estudis inclosos The Orchard i Netflix, amb Entertainment One i Universal Pictures que buscaven adquirir els drets a l’estranger. L'equip que hi ha darrere de la pel·lícula estava content de treballar amb SPC, i va assenyalar que no volien que es fessin edicions a la pel·lícula i estaven a la mateixa pàgina sobre mantenir en secret la línia argumental de la pel·lícula en el seu màrqueting. Ho van aconseguir només anunciant els primers 15 minuts de la pel·lícula. Mooney va dir que "sempre van voler que fos una mica misteriós", mentre que McCary va dir que no estava "emocionat amb la possibilitat que la gent quevegi a aquesta pel·lícula vagi un pas per davant".
Després d'haver tingut un panell a la San Diego Comic-Con de 2017, l'estrena formal de la pel·lícula va ser a Nova York el 26 de juliol de 2017, començant la seva presentació teatral el 28 de juliol. La pel·lícula es va estrenar en DVD, Blu-ray i descàrrega digital el 14 de novembre de 2017.

## Recepció
Al lloc web de l'agregador de ressenyes Rotten Tomatoes, el 82% de les 167 ressenyes són positives, amb una valoració mitjana de 6,8/10. El consens crític del lloc diu: "Els públics sintonitzats amb l'estranya freqüència de Brigsby Bear es veuran moguts pel seu enfocament sincer, i entranyablement original, de l'impacte de la cultura pop i l'impuls creatiu". Metacritic, que utilitza una mitjana ponderada, va assignar la pel·lícula. una puntuació de 67 sobre 100, basada en 35 crítics, indicant crítiques "generalment favorables".
Manohla Dargis de The New York Times la va resumir com una "historia melancòlica dolça i de vegades deliciosa", que va elogiar per la seva direcció a l'hora d'abordar temes sobre la imaginació i l'amor. John DeFore de The Hollywood Reporter va trobar que era "un entorn encantador, sorprenentment menyspreatiu a l'obsessió de la cultura pop." Geoff Berkshire de Variety va elogiar cada aspecte de la pel·lícula des del seu repartiment fins al guió, però va destacar l'èxit de presentació del departament d'art de l'espectacle Brigsby i el búnquer subterrani des de les escenes inicials. Emily Yoshida de Vulture ho va analitzar com una pregunta sobre l'impacte dels fandoms juntament amb "l'efecte depurador de la narració." A.A. Dowd de The A.V. Club va pensar que podria haver estat un "conte de fades amb ànima", però va acabar sent "una estranya faula de recuperació de la sitcom sobre transformar la nostra infància a través de l'art per superar-la." Leslie Felperin, escrivint per The Guardian, la va considerar "excessivament capritxosa", però també "prou simpàtica, fins i tot si conté unes quantes rialles precioses".
Stephanie Merry de The Washington Post va percebre el to genuí de la pel·lícula com a fresc i que "mai s'aventura en el càustic només per la comèdia". Per contra, David Sims de The Atlantic va considerar que la pel·lícula acaba sent massa "suavement optimista", però va pensar que era "difícil culpar a Mooney i Costello per haver escollit el camí més dolç". Tom Russo de The Boston Globe va sobreposar "l'enfocament [sincer] pot ser un abast, però tot funciona millor del que podríeu endevinar." Chris Nashawaty d’Entertainment Weekly la va considerar un "indie lleuger i fet a mà que és dolç, esbiaixat i sembla una mica com un sketch estirat per a la durada de la pel·lícula." David Ehrlich d’IndieWire va sentir que la pel·lícula es va desviar cap a la fórmula, i va concloure que "es conforma amb una trajectòria feble que no és prou bona per ser estranya."